# Иракли
Иракли или Ерекли (грч. Κορομηλιά, Коромилија) је насељено место у општини Кукуш у периферији Средишња Македонија, Грчка. Према попису из 2021. године било је 264 становника.
Према бугарском географу и историчару, Василу Канчову, у Ираклију је 1900. године живело 290 Словена хришћана и 100 Турака. Током Другог балканског рата село је страдало од грчке војске а становништво је протерано (словенско у околину Струмице и бугарском делу Македоније, турско у оближња турска села). После рата неколико турских породица се вратило, те је у селу 1920. било 33 житеља. Године 1924. турско становништво је принудно исељено у Турску а на њихово место насељене су грчке избегличке породице из Турске, касније и аромунске породице. На попису из 1928. године Иракли је имао 511 становника.